# تاديوز نواك
تاديوز نواك (بالبولندية: Tadeusz Nowak)‏ هو لاعب كرة قدم بولندي في مركز الوسط، ولد في 28 نوفمبر 1944 في Trzcińsko ‏ في بولندا. شارك مع منتخب بولندا لكرة القدم. أما مع النوادي، فقد لعب مع بولتون واندررز وليغيا وارسو.

## وصلات خارجية
- تاديوز نواك على موقع قاعدة بيانات كرة القدم.إي يو (الإنجليزية)
- تاديوز نواك على موقع ناشيونال فوتبول تيمز (الإنجليزية)
- تاديوز نواك على موقع عالم كرة القدم.نت (الإنجليزية)